# Bună, ce faci?
Bună, ce faci?, prezentat în materialele publicitare cu titlul Bună! Ce faci?, este un film românesc din 2011, regizat de Alexandru Maftei. Rolurile principale sunt interpretate de actorii Dana Voicu, Ionel Mihăilescu, Paul Diaconescu și Ana Popescu. Ca gen, acest film este o comedie romantică cu elemente de dramă.
Filmul a obținut câteva premii naționale și internaționale, criticii de specialitate afirmând la momentul respectiv că apariția lui poate reprezenta un început de diversificare necesară în cinematografia românească.

## Rezumat
Relația dintre soții Gabriel (Ionel Mihăilescu) și Gabriela (Dana Voicu) a intrat în rutină după 20 de ani de căsnicie, ambii parteneri de viață fiind plictisiți unul de celălalt. El este un fost pianist, care în urma unui accident suferit la degetul arătător nu a mai putut cânta și a trebuit să întoarcă paginile partiturilor pentru alți pianiști, mai slab pregătiți profesional. Ea a renunțat la facultate pentru a-l crește pe fiul lor și lucrează în prezent ca șefă a unui atelier de curățătorie de haine. Băiatul lor, Vladimir (Paul Diaconescu), are 17 ani și este un golan, având multe iubite cu care face sex pe unde apucă (în camera sa, pe mașina de spălat, în laboratorul de chimie etc.). El își dorește să devină celebru și participă fără succes la o probă pentru selectarea de actori pentru un film porno.
Într-una dintre zile, Gabriel pleacă în turneu cu orchestra la Pașcani și este cazat în cameră cu Marcel (Ioan Andrei Ionescu). După concert, vrând să rămână singur în cameră cu soția sa, Luminița (Iulia Boroș), Marcel își duce colegul de cameră la un Internet Cafe și-l învață să converseze pe chat cu alte persoane. În același timp, Gabriela este învățată de Toni (Ana Popescu), angajata ei, să folosească chat-ul, iar cei doi soți intră în discuții unul cu celălalt, fără a ști însă aceasta. Ei conversează ore întregi, îndrăgostindu-se unul de celălalt. Vladimir observă că mama sa vine tot mai târziu acasă și o șantajează să-i cumpere un computer pentru a nu-i spune nimic tatălui său.
Discuțiile pe chat între cei doi continuă chiar și după sosirea acasă a lui Gabriel. Părinții îi cumpără lui Vladimir un computer, intenționând să folosească și ei aparatul pentru conversațiile pe Internet. Între timp, fiecare dintre soți își observă partenerul de viață cu altcineva și crede că este înșelat. Gabriel este surprins cu balerina Natalia (Antoaneta Cojocaru), iar Gabriela este văzută cu un profesor de psihologie (Adrian Păduraru), care-i făcea curte. Cei doi soți își continuă conversațiile pe chat în această perioadă, fără a-și divulga identitățile lor reale. Într-un final, ei își stabilesc o întâlnire, fiecare ferindu-se să se dea de gol în apartament față de partenerul de viață. Cei doi soți se întâlnesc însă pe drumul spre locul de întâlnire și, neștiind că de fapt aveau întâlnire unul cu celălalt, hotărăsc să se întoarcă împreună acasă. 
Atras în mod inexplicabil de o colegă de clasă pe nume Miruna Jipescu (Sabrina Iașchevici), o „tocilară” care i-a refuzat avansurile, Vladimir se apucă să învețe cu sârguință la fizică pentru a o impresiona. El rupe relațiile cu foștii săi prieteni, pe care începe să-i considere niște depravați, și începe să o curteze pe „tocilară”. Vladimir participă la Olimpiada de fizică, ajungând în faza națională a concursului școlar. El se sărută cu Miruna la Olimpiada națională de la Cluj și decid să facă dragoste cu ocazia participării la Olimpiada internațională de fizică de la Veneția. 
Convinși fiecare că celălalt îl înșală, părinții lui Vladimir își stabilesc o nouă întâlnire pe chat. Ei se întâlnesc în parc unul cu celălalt și decid să divorțeze pentru că nu se mai iubesc. Gabriel s-a mutat singur într-o garsonieră și a început să facă parte din orchestră ca interpret la trianglu și la talgere. Gabriela s-a înscris la o facultate particulară de psihologie

## Distribuție
- Dana Voicu - Gabriela, șefă atelierului de curățătorie
- Ionel Mihăilescu - Gabriel, angajat la filarmonică
- Paul Diaconescu - Vladimir
- Ana Popescu - Toni, angajată la curățătorie
- Ioan Andrei Ionescu - Marcel, colegul lui Gabriel din orchestră
- Sabrina Iașchevici - „tocilara” Miruna Jipescu (creditată Sabrina Iașchievici)
- Adrian Păduraru - profesorul de psihologie
- Antoaneta Cojocaru - balerina Natalia
- Ioana Abur - blonda Silvia din orchestră
- Adrian Buliga - George
- Cristi Toma - Tomiță
- Sergiu Marin - Sebi
- Gabriel Spahiu - Iorgu, colegul lui Gabriel din orchestră (creditat Gabi Spahiu)
- Iulia Boroș - Luminița, soția lui Marcel
- Lucia Butnariu - fata de la Internet Cafe
- Marius Drogeanu - bărbatul de la Internet Cafe
- Anca Sârbu - Cici
- Adriana Trandafir - vecina de bloc Matilda
- Laura Manea - Adina
- Alexandru Nagy - elevul ochelarist Porancea, coleg de clasă cu Vladimir
- Diana Mărgulescu - Mona
- Olga Shuvalova - rusoaica
- Jordi Garcia - „olandezul” Richard Stevens
- Ana Maria Moldovan - Cornelia (creditată Anamaria Moldovan)
- Gerda Stoian - Clara
- Ioana Ciorâță - reportera de televiziune
- Jofre Borras - motociclistul Tibi, iubitul lui Toni
- Marinela Butică - Loredana, fata cu care Vladimir a făcut sex pe mașina de spălat
- Iasmina Petrovici - secretara de la casting
- Ramona Lazuran - fata de la casting
- Alexandra Bălan - fata din pat
- Dragoș Alexandru - dirijorul

## Producție

### Scenariu
Scenariul filmului a fost scris de actrița și scriitoarea Lia Bugnar după o idee de Alexandru Maftei, acest lucru fiind specificat pe genericul de început. Povestea este inspirată dintr-un fapt divers prezentat la începutul anului 2006 în rubrica „Cu ochii-n 3,14” din revista Dilema veche de jurnalistul Mircea Vasilescu. Știrea fusese publicată de cotidianul italian Corriere della Sera printre „cele mai năstrușnice știri ale anului 2005”  Notița era despre doi soți plictisiți care corespondau fără a ști că discută unul cu celălalt. Ei au corespondat pe chat, folosind un nickname, și și-au dat seama că se potrivesc (în idei, gusturi, valori etc.), dându-și întâlnire la șase luni după primul lor contact virtual.
Știrea a fost citită de actrița Dana Voicu, care i-a atras atenția soțului ei, regizorul Alexandru Maftei. Acesta din urmă l-a lăsat pe birou vreo patru-cinci luni. Într-o dimineață a început să citească din nou toate notițele despre posibile subiecte de film. El i-a trimis un e-mail dramaturgului Lia Bugnar, care mai scrisese scenarii, și i-a propus să scrie un scenariu pe o temă pe care urmau să o aleagă de comun acord. Regizorul i-a trimis mai multe propuneri, iar scenarista a ales știrea publicată în ziarul italian.
Lia Bugnar a citit știrea și a scris apoi un scenariu potrivit modului său de percepție al poveștii. „Povestea din Dilema a fost ca un punct de pornire, atât. Se știe deja că o poveste cu punct de plecare bine definit și punct de sosire la fel de bine definit se poate scrie în bilioane de feluri. Eu am ales unul dintre bilioanele de feluri și am scris povestea care-mi seamănă mie cel mai bine. A fost mai degrabă frustrant faptul că știam povestea. Îmi place ca, atunci când scriu, să descopăr firul în ritmul în care îl va descoperi și spectatorul în timp ce va vedea filmul”, a afirmat ea.

### Pregătiri
Proiectul acestui film a câștigat în decembrie 2006 concursul organizat de Centrul Național al Cinematografiei, clasându-se pe ultimul loc din cele 14 filme de ficțiune lungmetraj admise la finanțare, iar scenariul primind nota 7,14 (spre comparație, scenariul filmului Patru luni, trei săptămâni și două zile a primit nota 7,49). I s-a alocat astfel suma de 350.000 de lei, aceasta reprezentând, potrivit regizorului, „cea mai mică finanțare din istoria concursurilor CNC – 15% din bugetul filmului”. În următorii doi ani, regizorul și producătorii filmului – Tudor Reu și Radu Aldea (fondatorii companiei Rollin Studio România) – au căutat să facă rost de restul de bani necesari (adică 85% din buget).
Alexandru Maftei a fost regizorul acestui film, el debutând astfel în cinematografie după ce regizase anterior câteva episoade din serialele Lombarzilor 8 (B1 TV, 2006) și Un pas înainte (Pro TV, 2007), precum și filmul de televiziune Fii cu ochi pe fericire (TVR, 1997). Regizorul a explicat ideea sa privind acest film în următoarele cuvinte: „Întotdeauna dorim altceva decât avem - fie el aparat foto, rochie sau partener de viață. Întotdeauna căutăm în altă parte ce avem, probabil, foarte aproape de noi. Asta este tema care m-a atras la povestea unui cuplu care își caută fericirea în afara căsniciei, chatuind cu un necunoscut. Mi-am propus să fac un film de dragoste. Un altfel de film românesc. Pe care să-ți facă plăcere să-l vezi. O poveste universală frumoasă, filmată inedit și ritmat, jucată cu căldură și umor. Îmi doream un film în care muzica să fie foarte prezentă și specială. Am vrut să invoc puțin magia cinematografului - atât de lipsită în ultima vreme pe la noi. Nu cred în filmul elitist și nici în cel comercial. Dar cred că spectacolul cinematografic nu înseamnă numai filmul de pe pânză, ci și publicul din sală”.

### Filmări
Filmul a fost produs de Rollin Studio România (fondată de Tudor Reu și Radu Aldea) în colaborare cu Societatea Română de Televiziune și cu participarea HBO România, cu sprijinul Centrului Național al Cinematografiei. Producători au fost Tudor Reu, Antoni Sole Vinas și Maurizio Santarelli, producător executiv Radu Aldea și producător delegat Tudor Reu. Directorul filmului a fost Radu Bădică. Postproducția a fost realizată în studioul Chainsaw Europe, fiind supervizată de Irina Stănciulescu.
Filmările au avut loc în vara anului 2009, post-producția fiind finalizată în anul 2010. Înainte de terminarea post-producției, producătorii au încheiat un contract de difuzare cu un agent de vânzări internațional (M-appeal din Germania). Filmul a fost achiziționat de HBO România, iar drepturile pentru coloana sonoră au fost cumpărate de Warner Music Italia.
Rolurile au fost interpretate de actori puțin cunoscuți, cu excepția lui Adrian Păduraru (cunoscut pentru rolul său din filmul Declarație de dragoste) și a Adrianei Trandafir. Regizorul a organizat un casting timp de doi ani, urmărind să găsească un cuplu și nu un actor și o actriță. Actorul Ionel Mihăilescu, interpretul lui Gabriel, făcea parte din trupa Teatrului Odeon și jucase anterior în câteva filme, interpretând rolurile Paraschiv din Moromeții (1987) și Titi din Balanța (1992). El a susținut probe cu mai multe actrițe, printre care și cu soția regizorului, actrița Dana Voicu. Regizorul și-a dat seama că Ionel Mihăilescu și Dana Voicu sunt potriviți pentru rolurile celor doi soți din film. Actrița a afirmat, în glumă, că a trebuit să se culce cu regizorul pentru a obține rolul.
Actrița Dana Voicu, interpreta Gabrielei, de la Teatrul Inexistent, unul din primele teatre independente din București, a debutat cu acest film în cinematografie; ea mai jucase anterior în două telenovele. Paul Diaconescu, interpretul lui Vladimir, era pe atunci student la Universitatea Națională de Artă Teatrală și Cinematografică „I.L. Caragiale” din București. În film au apărut și câțiva actori străini, cea mai cunoscută fiind actrița rusoaică Olga Shuvalova.
Regizor secund a fost Cristina Iliescu. Muzica filmului a fost compusă de Dragoș Alexandru. Interpreți au fost Shwan Sebastian (pian), Laura Buruiană (violoncel), Ramona Nicolau și Dragoș Alexandru (voce). Coloana sonoră originală se află sub licența Warner Chappell Music Italiana S.r.l.
Pe genericul de final sunt aduse mulțumiri administrației Primăriei Sectorului 1 București, Palatului Bragadiru și Farmacia Cotroceni. Printre finanțatori s-au aflat Initiative Media, Brand Connection, McCann Erickson România, Mediaedgecia, Mindshare România și Starcom Media Vest.

## Recepție
Înainte de premiera sa, filmul Bună, ce faci? a fost proiectat la Festivalul Internațional de Film Transilvania - TIFF (2010), Festivalul Internațional de Film de la Iași (IIFF) (2010), la festivalurile de film de la Cairo (toamna anului 2010), Palm Springs (începutul anului 2011) și Dublin (19-21 februarie 2011). El a avut premiera de gală în 3 martie 2011 la Cinematograful Patria din București, în prezența realizatorilor și a principalilor interpreți. Lansarea în cinematografele românești a avut loc în 4 martie 2011, filmul rulând în sălile din București, Cluj, Iași și Brașov.
Recenziile critice ale filmului au fost mixte, în general pozitive. Jurnalista Alissa Simon de la revista americană Variety aprecia că acest film este „«ca o gură de aer proaspăt» în contextul producțiilor românești mai degrabă sumbre”. „În antiteză cu naturalismul sumbru pentru care este bine cunoscut Noul Cinema Românesc, comedia romantică dulce-amăruie a regizorului Alexandru Maftei, «Bună! Ce faci?», este ca o gură de aer proaspăt, demonstrând că și filmele ceva mai comerciale pot provoca revelații emoționale. Spirituală și spusă cu stil, povestea celor doi soți căsătoriți de 20 de ani care și-au pierdut de mult interesul unul pentru celălalt, devenind vulnerabili la farmecele chat-ului pe Internet, este numai bună pentru un remake”, scria ea într-o cronică a filmului. Jurnalistul Mihai Fulger îl considera o producție comercială onorabilă.
Alte opinii au fost însă mai nuanțate. Criticul Andrei Gorzo scria într-un articol publicat în martie 2011 în Dilema Veche că Bună, ce faci? s-a dorit să fie un film comercial, fără a avea agresivitatea producțiilor similare anterioare din cinematografia românească. El consideră că farsa este lipsită de un „ingredient vital”: pericolul real al adulterului, ceea ce face ca mesajul său să nu aibă un impact prea mare. În plus, prin scrierea mesajelor de pe chat fie direct pe ecran, fie pe diverse obiecte pe lângă care trec protagoniștii, stilul vizual al filmului pare să semene cu o reclamă.
Opinia lui era împărtășită și de jurnalista Iulia Blaga, care considera filmul ca fiind „o lungă reclamă stilizată și lipsită de viață” cu decoruri frumoase și personaje lipsite de autenticitate. Potrivit autoarei cronicii, „alternativa regizorului (care debutează astfel pe marele ecran) la un gen de cinema care a relansat cinematografia autohtonă făcând-o una dintre cele mai apreciate din lume e un film din care sunt eliminate complet nu trimiterile la viciile de fond din societatea românească - sărăcia, corupția, mitocănia, lipsa de autoritate, confuzia valorilor -, ci toate referințele la realitatea de zi cu zi din România - cu bune și rele”. Deși afirma că Bună, ce faci? nu se poate compara cu comediile romantice americane, Iulia Blaga scria că acest film poate reprezenta un început de diversificare necesară în cinematografia românească care ar trebui încurajat.
În opinia Ilenei Bîrsan, filmul lui Alexandru Maftei este „doar o zglobie pauză de publicitate”, „o încercare firavă de a face din cinema un prilej de sărbătoare”. Producătorii au încercat să realizeze o alternativă la filmele din așa-zisul Nou val românesc „în care nu se întâmplă nimic” și în care sunt prezentate „problematici mizere și sufocante”. Jurnalista a afirmat că Bună, ce faci? este un film cu personaje artificiale, fără niciun simț al realității. Scenariul este catalogat drept „schematic și monoton”, iar despre personaje se afirmă că au fost schițate în tușe comune. Concluzia Ilenei Bîrsan este următoarea: „Cu o cinematografie solară și în culori asortate, cu o mizanscenă șlefuită și dichisită, regizorul Maftei face un film foarte demonstrativ și decorativ, dar a cărui poveste și ale cărui personaje sunt extrem de artificiale, nicidecum atinse de magie, așa cum poate că și-au dorit realizatorii. Succesiunea de imagini frumoase, potrivite cu abilitate pe o muzică originală, jocul articulat, pe alocuri stângaci sau cam teatral, al unor figuri proaspete, bine-venite în filmul românesc, sau opțiunile regizorale de la încadrarea jucăușă până la cuvintele tastate pe ecran, ce aduc mai degrabă a spoturi publicitare la ciocolată, detergenți și telefonie mobilă, toate creează o atmosferă tonică și ludică. Însă totul se risipește aproape instantaneu tocmai pentru că mustește de artificios, iar viața e în altă parte, nu în acest film”.

## Premii
Filmul Bună, ce faci? a obținut mai multe premii:
- Festivalul Internațional de Film de la Iași (IIFF) (2010) - Premiu special al juriului [9]
- Premiile Uniunii Cineaștilor din România (UCIN) (2012)
  - Premiul pentru coloană sonoră: Marius Leftarache (sunet) și Dragoș Alexandru (muzică)[13]
- Premiile Gopo 2012
  - Premiul pentru cel mai bun machiaj și cea mai bună coafură: Dana Roșeanu și Domnica Bogdan[14]
  - Premiul pentru cele mai bune costume: Nicoleta Cârnu[14]
  - Premiul special Romanian Society of Cinematographers: Radu Aldea, pentru imaginea filmului Bună, ce faci?[14]
- Festivalul de Film Caritabil de la Monaco (2012)[15]
  - Premiul Special al Juriului
  - Premiul pentru cel mai promițător regizor: Alexandru Maftei.

El a fost nominalizat și la alte premii:
- Premiile Gopo 2012
  - Premiul pentru cea mai bună imagine (lungmetraj): Radu Aldea[16]
  - Premiul pentru cel mai bun montaj (lungmetraj): Mihai Codleanu[16]
  - Premiul pentru cea mai bună muzică originală (lungmetraj): Dragoș Alexandru[16]